# Bajadera (ciastko)
Bajadera (inaczej bajaderka, kartofelek, ziemniaczek, a także „kula rumowa”) – kuliste (rzadziej prostokątne) ciastko wytwarzane na bazie odpadów cukierniczych (np. okrawków ciastek deserowych), z dodatkiem kakao, rumu, czekolady, orzeszków ziemnych lub wiórków kokosowych.